# 德州 (南梁)
德州，中国南北朝时设置的州。
南朝梁置德州，治所在九德县（今越南乂安省荣市）。辖境相当今越南蓝江流域下游地区。隋文帝开皇十八年（598年）改驩州。唐高祖武德八年（625年）复以南德州改德州，仍治今越南乂安省荣市。唐太宗贞观元年（627年）仍改驩州。